# Queen's Club Championships 1979
I Queen's Club Championships 1979 (conosciuti pure come Stella Artois Championships per motivi di sponsorizzazione) sono stati un torneo di tennis giocato sull'erba. È stata l'86ª edizione dei Queen's Club Championships e faceva parte del Colgate-Palmolive Grand Prix 1979. Si è giocato al Queen's Club di Londra in Inghilterra, dall'11 al 18 giugno 1979, con le due finali di singolare e doppio disputate di lunedì per via del maltempo.

## Campioni

### Singolare
John McEnroe ha battuto in finale  Víctor Pecci con il punteggio di 6–7, 6–1, 6–1.

### Doppio
Tim Gullikson /  Tom Gullikson hanno battuto in finale  Marty Riessen /  Sherwood Stewart con il punteggio di 6–4, 6–4.